# سیریل پیکاک
سیریل پیکاک (انگلیسی: Cyril Peacock; ۱۹ سپتامبر ۱۹۲۹ – ۳۱ دسامبر ۱۹۹۲) دوچرخه‌سوار اهل بریتانیا بود. وی در بازی‌های المپیک تابستانی ۱۹۵۲ شرکت کرده است.